# Кузя (приток Тунтора)
Кузя — река в России, протекает в Осинском районе Пермского края. Устье реки находится в 34 км по правому берегу реки Тунтор. Длина реки составляет 15 км.
Исток находится в центральной части Тулвинской возвышенности на западных склонах Фролиных гор (371 м НУМ) в 6 км к северу от деревни Большая Кузя. Течёт на юг по лесному массиву. В среднем течении протекает деревню Большая Кузя. Впадает в Тунтор у нежилой деревни Кувья.

## Данные водного реестра
По данным государственного водного реестра России относится к Камскому бассейновому округу, водохозяйственный участок реки — Кама от Камского гидроузла до Воткинского гидроузла, речной подбассейн реки — бассейны притоков Камы до впадения Белой. Речной бассейн реки — Кама.
Код объекта в государственном водном реестре — 10010101012111100014943.